# ژوزف اچ راش
ژوزف اچ راش (انگلیسی: Joseph Harold Rush؛ زاده ۱۷ آوریل ۱۹۱۱ - درگذشته ۱۲ سپتامبر ۲۰۰۶) یک فیزیک‌دان اهل ایالات متحده آمریکا بود.